# Szent István Vándorlás – Az Országos Kéktúra mentén
A Szent István Vándorlás – Az Országos Kéktúra mentén vagy Szent István Vándorlás nyomában 2000-től 2002-ig készült színes, 36 részes magyar ismeretterjesztő filmsorozat, amelyben Peták István, a Másfélmillió lépés Magyarországon című sorozat szerkesztője ismét végigjárja az Országos Kéktúra útvonalát, és dokumentálja az ott látott dolgokat, illetve összehasonlítja, hogy mi változott a túraútvonalon az elmúlt két évtized alatt. Ugyanezzel a címmel könyvet is írt a témáról. A cím az 1938-as Szent István túrára, és az Államalapítás 1000. évfordulójára utal.
A forgatócsoport 2000. július 30-án indul el a Zempléni-hegységben lévő Nagy-Milicről és október 12-én érkeztek meg a Kőszegi-hegységben lévő Írott-kőre. A sorozat 2002. szeptember 8-án került először a televízió képernyőjére.

## Stáb
- Írta, rendezte és szerkesztette: Peták István
- Operatőr: Rozsnyai Aladár
- Segédoperatőr: Rozsnyai Zsolt
- Gyártásvezető: Herzán Miklós
- Producer: Fényes András, Török Gábor
- Narrátor: Papp János, Peták István
- Munkatársak: Asbót Kristóf, Gyebnár Zoltán, Harangozó Szilveszter, Hozleiter László, Trubiánszky Csaba

## Epizódok
- 1. rész: Nagy-Milictől Füzérkomlósig
- 2. rész: Füzérkomlóstól Vágáshutáig
- 3. rész: A Sátoros-hegyektől a Péter-mennykőig
- 4. rész: A Péter-mennykőtől Boldogkőváraljáig
- 5. rész: A Zempléni-hegységtől a Hernád völgyén át a Cserehátba
- 6. rész: Szanticskától Tornabarakonyig a Cserehátban
- 7. rész: A Szalonna-hegységtől a Bódva völgyén át az Alsó-hegyig, Szádvárig[2]
- 8. rész: Szádvártól Derenken át Jósvafőig
- 9. rész: Aggtelektől Putnokon át a Sajóig
- 10. rész: A Sajótól az Upponyi-hegységen át a Dédesi várig
- 11. rész: A Bükki Nemzeti Parkban
- 12. rész: Szarvaskőtől Sirokon át a Kékesig
- 13. rész: Kékestetőtől Mátraházán, Galyatetőn át a három falu templomáig
- 14. rész: Mátraszentistván – Tar – Mátraverebély – Szentkút
- 15. rész: Sámsonházától Hollókőn, Cserhátsurányon át Terényig[3]
- 16. rész: Szandától Romhányon át Katalinpusztáig
- 17. rész: Katalinpusztától Kóspallagig
- 18. rész: Kóspallagtól Nagymarosig
- 19. rész: Visegrád
- 20. rész: Visegrádtól Dobogókőig
- 21. rész: Dobogókőtől Csobánkán át a Hármashatár-hegyig[4]
- 22. rész: A Hármashatár-hegytől Máriaremetén át Piliscsévig[5]
- 23. rész: Piliscsévtől Dorogon át a Nagy-Gete csúcsáig
- 24. rész: A Gerecsén át Tokodtól Szárligetig[6]
- 25. rész: Szárligettől Csókakőig a Vértesben[7]
- 26. rész: Bodajk – Gaja-szurdok – Isztimér[8]
- 27. rész: Kisgyón – Zirc – Kisszépalmapuszta[9]
- 28. rész: Kőris-hegy – Bakonybél – Városlőd
- 29. rész: Úrkút – Pula – Nagyvázsony[10]
- 30. rész: A Káli-medencében
- 31. rész: A Badacsony
- 32. rész: Szigligettől Tapolcán át Keszthelyig[11]
- 33. rész: Hévíztől a Tátikán át Sümegig[12]
- 34. rész: Sümeg
- 35. rész: Sümegtől Sárváron át Szelestéig[13]
- 36. rész: Tömörd – Kőszeg – Írott-kő[14]

## A filmben felbukkanó települések
Hollóháza, Lászlótanya, Pusztafalu, Füzér, Füzérkomlós, Kishuta, Nagyhuta, Vágáshuta, Sátoraljaújhely, Makkoshotyka, Regéc, Mogyoróska, Arka, Boldogkőváralja, Boldogkőújfalu, Hernádcéce, Gibárt, Encs, Abaújdevecser, Fancsal, Baktakék, Abaújszolnok, Nyésta, Szanticska, Felsővadász, Irota, Rakacaszend, Tornabarakony, Bódvarákó, Bódvaszilas, Derenk, Jósvafő, Aggtelek, Zádorfalva, Gömörszőlős, Kelemér, Putnok, Uppony, Dédestapolcsány, Mályinka, Tardona, Bánkút, Szilvásvárad, Bélapátfalva, Szarvaskő, Sirok, Recsk, Kékestető, Mátraháza, Galyatető, Mátraszentimre, Mátraszentistván, Tar, Mátraverebély, Szentkút, Sámsonháza, Nagybárkány, Garáb, Felsőtold, Hollókő, Cserhátsurány, Terény, Szanda, Kétbodony, Romhány, Alsópetény, Felsőpetény, Ősagárd, Katalinpuszta, Szendehely, Magyarkút, Nógrád, Királyrét, Nagybörzsöny, Nagyirtáspuszta, Kóspallag, Nagymaros, Visegrád, Pilisszentlászló, Dobogókő, Pilisszentkereszt, Csobánka, Pilisborosjenő, Budapest, Solymár, Nagykovácsi, Piliscsaba, Piliscsév, Klastrompuszta, Kesztölc, Esztergom, Dorog, Tokod, Mogyorósbánya, Bajót, Péliföldszentkereszt, Pusztamarót, Tardos, Vértestolna, Szárliget, Csákányospuszta, Körtvélyespuszta, Várgesztes, Vérteskozma, Kőhányáspuszta, Szentgyörgypuszta, Mindszentpuszta, Kápolnapuszta, Gánt, Csókakő, Bodajk, Isztimér, Kisgyón, Csőszpuszta, Tés, Jásd, Bakonynána, Nagyesztergár, Zirc, Borzavár, Szépalmapuszta, Bakonybél, Németbánya, Csehbánya, Városlőd, Úrkút, Pula, Nagyvázsony, Balatonhenye, Monoszló, Kővágóörs, Szentbékkálla, Salföld, Badacsonytomaj, Badacsonytördemic, Szigliget, Hegymagas, Tapolca, Lesencetomaj, Keszthely, Hévíz, Hévízszentandrás, Egregy, Cserszegtomaj, Rezi, Zalaszántó, Hidegkútpuszta, Sarvaly, Sümeg, Nyírlakpuszta, Kisvásárhely, Hosszúpereszteg, Gérce, Sitke, Sárvár, Csényeújmajor, Csénye, Szeleste, Tömörd, Kőszeg, Cák, Velem

## Külső hivatkozások
- PORT.hu
- IMDb.com
- FilmKatalogus.hu
- Origó 2002. szeptember 4-i cikke